# 勒特巴赫河 (美因河支流)
49°47′11.22″N 9°30′28.67″E / 49.7864500°N 9.5079639°E

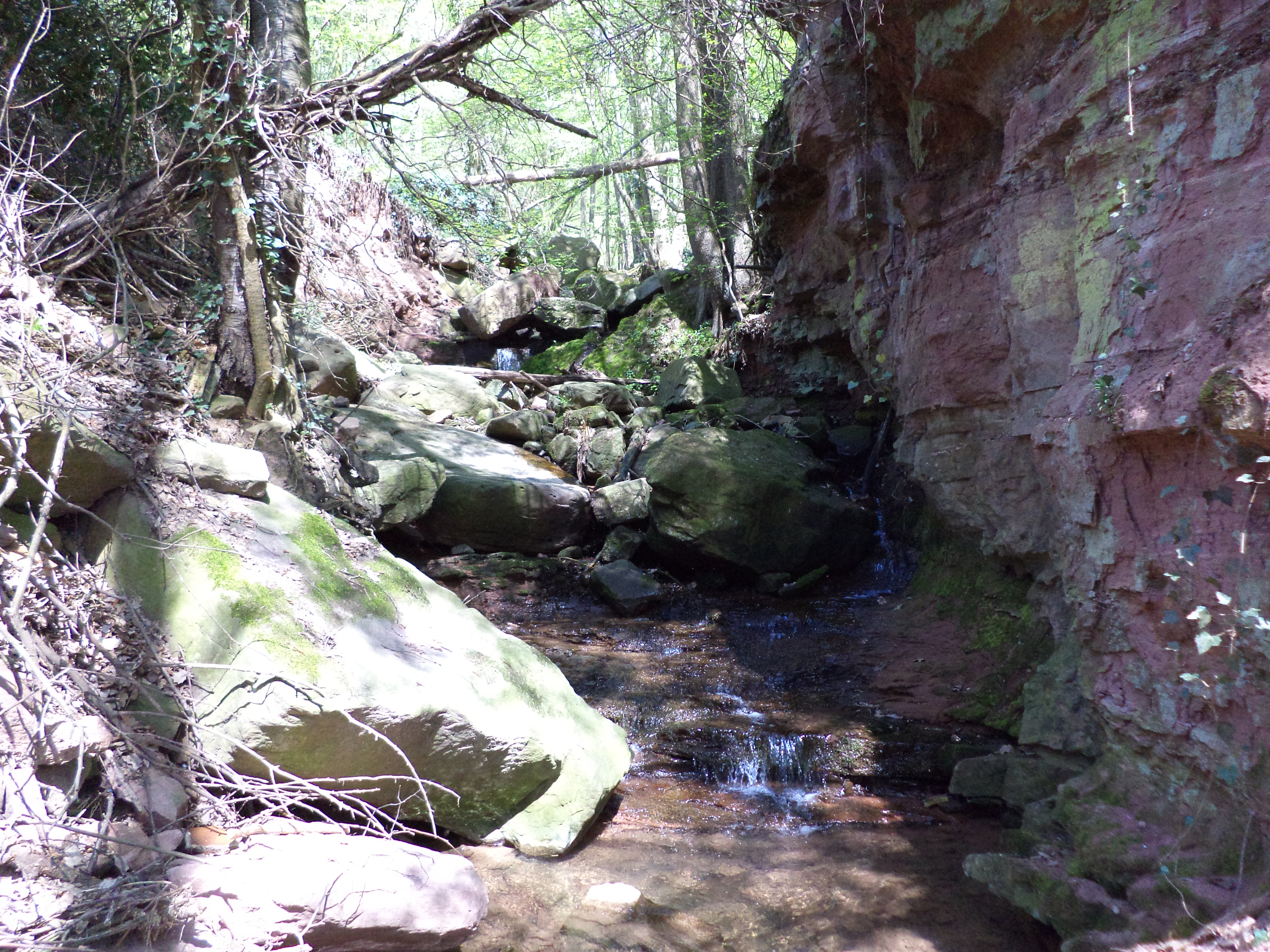

勒特巴赫河（德語：Röttbach），是德國的河流，位於該國東南部，由巴伐利亞負責管轄，屬於美因河的右支流，河道全長2.9公里，流域面積3.1平方公里。